# La Voie royale (film)
Pour les articles homonymes, voir Voie royale.
Pour plus de détails, voir Fiche technique et Distribution.
La Voie royale est un film dramatique franco-suisse réalisé par Frédéric Mermoud et sorti en 2023.

## Synopsis
Sophie, fille d'une famille d'éleveurs de cochons, est une lycéenne douée qui vise des études d'agronomie. Poussée par son professeur de mathématiques, elle décide de quitter la ferme familiale pour poursuivre ses études dans une classe préparatoire aux grandes écoles scientifiques à Lyon. Elle constate alors que le parcours est semé d'embûches et qu'emprunter l'ascenseur social constitue un réel défi. L’avant dernière image du film montre Sophie, au milieu des cochons de la ferme parentale, qui apprend sur son portable qu’elle est reçue à Polytechnique.

## Fiche technique
Sauf indication contraire, les informations mentionnées dans cette section peuvent être confirmées par les bases de données cinématographiques IMDb et Allociné,  présentes dans la section « Liens externes ».
- Titre original : La Voie royale
- Réalisation : Frédéric Mermoud
- Scénario : Frédéric Mermoud, Salvatore Lista et Anton Likiernik
- Musique : Audrey Ismaël
- Décors : Pascaline Pitiot
- Costumes : Alice Cambournac
- Photographie : Tristan Tortuyaux
- Montage : Sarah Anderson
- Son : Balthasar Jucker et Étienne Curchod
- Production : Véronique Zerdoun, Jean-Stéphane Bron et Lionel Baier
- Sociétés de production : Tabo Tabo Films, Bande à Part Film et Auvergne-Rhône-Alpes Cinéma, en association avec 3 SOFICA
- Société de distribution : Pyramide Distribution (France)
- Budget : 3 140 000 €
- Pays de production :  France et  Suisse
- Langue originale : français
- Format : couleur — 2,35:1 — son 5.1
- Genre : drame
- Durée : 109 minutes
- Dates de sortie :
  - Suisse : 3 août 2023 (Festival international du film de Locarno)
  - France : 7 août 2023 (Lyon)[1] ; 9 août 2023 (en salles)

## Distribution
Sauf indication contraire ou complémentaire, les informations mentionnées dans cette section proviennent du générique de fin de l'œuvre audiovisuelle présentée ici.
- Suzanne Jouannet : Sophie Vasseur, étudiante en prépa
- Maud Wyler : Claire Fresnel, la professeure de sciences physiques en classe préparatoire
- Marie Colomb : Diane Le Goff, étudiante en prépa
- Lorenzo Lefebvre : Hadrien Loiseau
- Alexandre Desrousseaux : Jules Couvreur
- Marilyne Canto : Caroline Vasseur, mère de Sophie
- Antoine Chappey : Gérard Vasseur, père de Sophie
- Cyril Metzger : Laurent Vasseur, frère de Sophie
- Vincent Winterhalter : M. Radeck, le professeur de mathématiques du lycée
- François Revaclier : M. Merlot, le professeur de mathématiques en classe préparatoire
- Thomas Snégaroff : le proviseur du lycée Descartes
- Matthieu Rozé : l'interrogateur de Polytechnique
- Julie Moulier: l'institutrice au rond-point
- Anne Loiret : Florence Loiseau, mère d'Hadrien
- Jacques Chambon : Hubert Loiseau, père d'Hadrien
- Thomas Rortais : Clément Loiseau, frère d'Hadrien

## Production
Le tournage a lieu entre octobre et novembre 2022, en grande partie à Lyon, notamment dans les lycées La Martinière Diderot (Augustins et Diderot) et Saint-Just (représentant le lycée Descartes, qui est fictif, l'équipe n'ayant pas pu tourner au lycée du Parc, alors en rénovation). Les autres séquences lyonnaises ont été tournées à l'INSPÉ (à la Croix-Rousse), sur le campus des Berges du Rhône de l'université Lumière-Lyon-II, au Théâtre de la Renaissance à Oullins et dans les rues de Lyon. Toute la partie chez les parents de Sophie a été tournée à Thizy-les-Bourgs et à Souzy, dans le Rhône. La scène dont le décor représente l'École polytechnique a été tournée à Télécom Paris, école d'ingénieurs membre de l'Institut Polytechnique de Paris.

## Accueil

### Box-office
| Pays ou région | Box-office | Date d'arrêt du box-office | Nombre de semaines |
| -------------- | ---------- | -------------------------- | ------------------ |
| France         | 150 095    | en cours                   | 8                  |

Le film enregistre 35 015 entrées lors de sa première semaine d'exploitation et représente le moins bon démarrage pour un film de Frédéric Mermoud,, mais l'émission Le Masque et la Plume du 20 août 2023 en a finalement fait un succès.

## Distinctions

### Nominations
- César 2024 : Révélation féminine pour Suzanne Jouannet